# Костянтинівський міський краєзнавчий музей
Костянтинівський міський краєзнавчий музей — краєзнавчий музей у місті Костянтинівка, знаходиться за адресою — вул. Трудова, 388. Музей розташований на першому поверсі багатоповерхового житлового будинку кінця 30-х років.

## Історія
Міський краєзнавчий музей відкрито в 1967 році. Його створення пов'язане з іменами почесних громадян міста, ветеранів, політичних та громадських діячів, педагогів, які брали участь у наповненні його першими експонатами. У 1973 році музей отримав статус народного. З 1982 по 1991 рр. — це філія Донецького обласного краєзнавчого музею. З 1992 року — міський історико-краєзнавчий музей.
13 травня 2023 року музей був пошкоджений черговим російським обстрілом міста. Майже всі експонати на той час вже були евакуйовані.

## Експозиція
Музей складається з семи експозиційних і виставкового залів. Постійно чинна експозиція висвітлює природні умови та історію краю від найдавніших часів до сучасності. Фонди музею налічують близько десяти тисяч предметів, пов'язаних з місцевою історією. У тому числі речові, образотворчі, письмові, нумізматичні, археологічні, природні та інші. Продовжують регулярно поповнюватися і комплектуватися. У музеї зберігається низка цікавих археологічних знахідок: половецька кам'яна статуя («кам'яна баба») та їх фрагменти, знаряддя праці, частини зброї. Значною є колекція скляних виробів — продукція місцевої групи заводів скляної промисловості (кінець XIX—XX ст.). Зокрема, в експозиції представлені і цікаві вироби та знаряддя праці початку виникнення промисловості. Традиційною є виставка ялинкових прикрас «Новорічне сяйво» до різдвяних і новорічних свят (з 19 грудня по 15 січня). На ній представлено все різноманіття ялинкових прикрас для зелених красунь. Велика частина з яких зі скла: від важких з товстого скла до тонкостінних невагомих. Ключова особливість виставки в тому, що багато прикрас місцевого виробництва, виконаних талановитими майстрами Костянтинівки протягом другої половини минулого століття. Кожен рік виставка включає в себе різні тематичні родзинки.
В музеї проходять зустрічі з цікавими людьми міста, ветеранами, круглі столи тощо. Співробітниками музею розроблені спеціальні тематичні заходи для шкіл міста, виїзні і статичні інтерактивні уроки. Проводяться інтелектуальні ігри, конкурси та ін. Щорічно музей відвідує близько 15 000 чоловік.